# 刘德培 (医学分子生物学家)
刘德培（1950年5月4日—），安徽阜南人，医学分子生物学家，中国工程院院士，第十一、十二届全国人大常务委员会委员。现任细胞生态海河实验室主任。

## 生平
1975年本科毕业于蚌埠医学院，1981年于湖南医学院（现中南大学）获硕士学位，1986年于中国协和医科大学获博士学位，随后在美国加州大学旧金山分校做博士后研究。历任中国医学科学院、中国协和医科大学基础医学研究所副所院长，中国医学科学院、中国协和医科大学院校长助理，中国协和医科大学研究生院副院长、院长，中国医学科学院、中国协和医科大学副院校长，中国工程院副院长，中国医学科学院、北京协和医学院院长。
1996年，当选中国工程院院士。2008年，当选为美国医学科学院（IOM）与第三世界科学院（TWAS）院士。
2008年，当选第十一届全国人大代表。2013年，当选第十二届全国人大代表。2018年2月24日，当选为第十三届全国人大代表。